# Denis Kazungu
Denis Kazungu (?, 1989 –) ruandai sorozatgyilkos, aki 14 embert ölt meg, főként nőket. 

## Gyilkosságok
Kazungut 2023 júliusában tartóztatták le nemi erőszak, rablás, lopás és fenyegetés gyanújával. Bizonyítékok hiányában azonban óvadék ellenében szabadlábra helyezték szeptember 5-ig, amikor is a rendőrség újra letartóztatta. Két nappal később bejelentették, hogy tizennégy holttestet találtak egy lyukban a bérelt otthona konyhájában. Amikor Kazungut letartóztatták, kijelentette, hogy áldozatait egy bárból az otthonába csalta, majd megerőszakolta, kirabolta és meggyilkolta őket. 2023. szeptember 21-én Kazungu bűnösnek vallotta magát a gyilkosságokban. Kazungut 2024. március 8-án életfogytiglani börtönbüntetésre ítélték.

## Fordítás
Ez a szócikk részben vagy egészben  a   Denis Kazungu című angol Wikipédia-szócikk ezen változatának fordításán alapul.  Az eredeti cikk szerkesztőit annak laptörténete sorolja fel. Ez a jelzés csupán a megfogalmazás eredetét és a szerzői jogokat jelzi, nem szolgál a cikkben szereplő információk forrásmegjelöléseként.